# تفجيرات سوريا 21 فبراير 2016
تفجيرات سوريا 21 فبراير 2016 هي تفجيرات انتحارية إستهدفت مناطق موالية للنظام السوري البعثي و هي السيدة زينب بمحافظة ريف دمشق و حي الزهراء بمحافظة حمص و تبنى تنظيم الدولة الإسلامية (داعش) الهجمات عبر بيانات نشرها على شبكة الإنترنت 

## هجمات سابقة
تعرض حي الزهراء بحمص لهجمات في ديسمبر 2015 و منطقة منطقة السيدة زينب إلى هجمات في أواخر يناير 2016 أوقعت عشرات القتلى و الجرحى.

## تبني الهجمات
تبنى التفجيرات تنظيم الدولة الإسلامية (داعش) في بيانين منفصلين على شبكة الإنترنت .

## الضحايا
80 قتيل في هجوم السيدة زينب بدمشق و 57 قتيل في هجوم الزهراء بحمص بحسب وكالة الأنباء السورية و المرصد السوري لحقوق الإنسان.